# Matthew Dent
Matthew Dent, né en 1981, est un graveur-médailleur et designer britannique.

## Réalisations remarquables
Matthew Dent a conçu en 2008 la nouvelle série de pièces de monnaie britanniques, à la suite du concours organisé par la Royal Mint dès 2005. Il a imaginé un motif s'inspirant des armoiries royales britanniques : une partie du motif se trouve sur le revers de chaque pièce de 1 penny, de 2 pence, de 5 pence, de 10 pence, de 20 pence et de 50 pence, de sorte qu'une fois toutes les pièces réunies, il est possible de voir apparaitre les armes royales, et le motif est complet sur la pièce d'une livre sterling. Sa création a été validée par la reine Élisabeth II et le chancelier de l'Échiquier Gordon Brown. Il empoche donc 35 000 £ mais aucune redevance.
Le puzzle lui a permis de faire un parallèle entre l'assemblage des pièces et l'unification du Royaume-Uni. L'année suivante, il obtient le D&AD Award (en).
En 2022, il est choisi pour graver les pièces britanniques commémorant le centenaire de la découverte du tombeau de Toutânkhamon et, en collaboration avec Christian Davies, la pièce de 50 pence en l'honneur d'Alan Turing qui contient des messages codés au revers.